# 패트릭 갤러거
패트릭 갤러거(Patrick Gallagher, 1968년 2월 21일 ~ )는 캐나다의 배우이다.

## 출연 작품
- 다운사이징 - 술 취한 남자 역
- 더 웨이 홈 - 테오 역